# Aoi no Ue
Aoi no Ue (葵の上) és un dels personatges de ficció de l'obra Genji Monogatari. Filla del Ministre de l'Esquerra (germana de Tō no Chūjō) i primera esposa de Genji, es casa amb Genji a l'edat de setze anys amb ell tenint-ne només dotze. Orgullosa i distant del seu marit, Aoi està contínuament alerta i es conscient de la diferència d'edat entre els dos, i les aventures amoroses de Genji.
L'Aoi guanya temporalment el favor de Genji després de donar a llum al seu fill Ygiri i experimentar encanteris de possessió espiritual. L'episodi de possessió de l'esperit en si (mono no ke) és extremadament controvertit i presenta dos personatges femenins del conte: Aoi (l'esposa de Genji) i Lady Rokujō (l'amant de Genji). La relació entre les dues dones pot ser la que hi ha entre la víctima i l'agressor, si se segueix la interpretació tradicional de la possessió de l'esperit, o el que hi ha entre còmplices que expressen el seu descontentament amb el sistema Heian de matrimoni polígnic (i amb Genji, òbviament). Aoi mor al final del capítol "Aoi" i la seva desaparició del conte és, per tant, definitiva.